# Giring (Manding)
Giring is een bestuurslaag in het regentschap Sumenep van de provincie Oost-Java, Indonesië. Giring telt 3685 inwoners (volkstelling 2010).